# الأوراق النقدية الزيمبابوية
كانت أوراق النقد في زيمبابوي عبارة عن أشكال ملموسة تجسد الدولارات الأربعة الأولى في زيمبابوي ($ أو زد$) من عام 1980 إلى عام 2009. حلت الأوراق النقدية للدولار الأول محل أوراق الدولار الروديسي عام 1981 بعد عام واحد من إعلان الاستقلال. أصدر بنك الاحتياطي في زيمبابوي معظم الأوراق النقدية وأنواع أخرى من العملات النقدية خلال تاريخ وجوده بما في ذلك الشيكات المؤدات لحامليها والشيكات الزراعية الخاصة ("أجرو"  كاختصار لكلمة الزراعية) التي تداولوها في الفترة من 15 سبتمبر عام 2003 إلى 31 ديسمبر عام 2008. كما أصدر بنك ستاندرد تشارترد شيكات طوارئ خاصة به من عام 2003 إلى عام 2004.
كان وجه أوراق النقد الزيمبابوية (بما في ذلك أوراق دولار 2019-2024) يحمل رسمًا لدومبوريماري أحد صخور التوازن في تشيريمبا الواقعة بالقرب من هراري وإبوورث. كما ظهر دومبوريماري أيضًا على الشيكات لحامليها والشيكات الزراعية، كجزء من رمز بنك الاحتياطي. وغالبًا ما كان الجانب الخلفي من العملة يمثل الثقافة أو المعالم البارزة في البلد.
استُبدل الدولار الثاني () في 1 أغسطس عام 2008 بالدولار الثالث(زد دبليو آر)والذي استُبدل تدريجيًا بالدولار الرابع (زد دبليو أل) في غضون إشعار قصير في 2 فبراير عام 2009 لأنه فقد قيمته بسرعة. إن العقوبات الاقتصادية والتجارية المفروضة على حكومة زيمبابوي والبنك الاحتياطي الفيدرالي جعلت صعّبت دمج الخصائص الأمنية الحديثة على معظم الأوراق النقدية الصادرة منذ سبتمبر 2008.
أوقفت حكومة تقاسم السلطة برئاسة رئيس الوزراء مورجان تسفانجيراي التعامل بالدولار الزيمبابوي في 12 أبريل عام 2009 كما ألغت تداول الأوراق النقدية من الفئتين الثالثة والرابعة في سبتمبر عام 2015 بعد أكثر من ست سنوات من عدم الاستخدامه.ومع ذلك أعاد بنك الاحتياطي الأوراق النقدية المحلية للتداول في العام التالي بسبب نقص العملات الصعبة مثل الدولار الأمريكي.

## التاريخ
أصدرت أوراق النقد الأولى في زيمبابوي من قبل بنك الاحتياطي في زيمبابوي (بنك الاحتياطي في روديسيا سابقًا) للدولار الأول (زد دبليو دي) عام 1980 ليتزامن مع استقلال زيمبابوي. حلت هذه الأوراق النقدية محل الأوراق النقدية المتداولة من الدولار الروديسي بالقيمة الاسمية. تراوحت السلسلة الأولى من الأوراق النقدية من 2 إلى 20 دولارًا زيمبابويًا وحملت توقيع الدكتور ديزموند كروج آخر محافظ لبنك الاحتياطي الفيدرالي في روديسيا منذ عام 1973.ومن عام 1994 إلى عام 1997 أصدر بنك الاحتياطي سلسلة جديدة من الأوراق النقدية تتراوح من 2 إلى 100 دولار زيمبابوي، رغم سحب الورقة النقدية 2 واستبدالها بعملة معدنية عام 1997. وبما أن التضخم المتزايد بدأ يؤثر على القوة الشرائية للدولار الزيمبابوي فقد أصدرت أوراق نقدية بقيمة 500 و 1000 من عام 2001 إلى عام 2005 مع تعزيز إجراءات مكافحة التزييف.
في مايو 2003 سمح بنك الاحتياطي لمجموعة كارغيل للقطن بإصدار شيكات حاملي الطوارئ لمزارعي القطن من خلال فرع ستاندرد تشارترد في زيمبابوي في هراري: أصدرت كارغيل هذه الشيكات بسبب نقص الأموال الناجم عن التضخم السنوي المرتفع، والذي كان وفقًا لصحيفة هيرالد حوالي 269.2٪ في يونيو 2003. أصدر بنك الاحتياطي لاحقًا شيكات سياحية مميزة في 8 أغسطس عام 2003 بستة فئات تتراوح من 1000 إلى 100000. كانت شيكات المسافرين قصيرة الأجل وغير شعبية لأنها لا تُستخدم إلا مرة واحدة، وكان المستخدم بحاجة إلى تقديم إثبات الهوية عند استخدام الشيكات، وفرضت البنوك رسوم عمولة على استخدام الشيكات.
أصدر البنك الاحتياطي في النهاية شيكات لحامله في 26 سبتمبر عام  2003 بفئات تتراوح بين 5000 و 20000 . كانت هذه الإصدارات والإصدارات اللاحقة من الدولارين الأول والثاني محدودة المدة وافتقرت إلى إجراءات متطورة لمكافحة التزييف، وهي إجراءات كانت مستخدمة على نطاق واسع في العديد من الأوراق النقدية الحديثة مثل الفرنك السويسري. في النصف الأول من عام 2006 صدرت فئات جديدة من 50000 و 100000، وكان من المقرر إصدار فئة 1 مليون  في سبتمبر 2006، إلا أنها لم تُصدر بعد ذلك أبدًا.
وقد تجاهلت الحكومة الحدود الزمنية أو مدودها من خلال مراسيم متعددة مما أي أن جميع أوراق هذه الإصدارات ظلت قانونية في الممارسة العملية حتى 21 أغسطس عام 2006.
في الأول من أغسطس عام 2006 استُبدلت الأوراق النقدية للدولار الثاني (زد دبليو أن) ذات التصميمات الأقل تفصيلاً بأوراق الدولار الأول بنسبة 1 000 إلى 1. أُعلن عن إعادة التصنيف (الاسم الرمزي عملية شروق الشمس) على نطاق واسع تحت شعار من الصفر إلى البطل. ولكنها كانت سريعة وغير منظمة أيضًا مما أدى إلى عدم تمكن العديد من الأشخاص من تحويل شيكات حاملهم القديمة إلى إصدارات جديدة قبل تاريخ انتهاء الصلاحية، قال محافظ بنك الاحتياطي الدكتور جدعون جونو إن "10 تريليون (دولار أولي) لا تزال موجودة وأصبحت سمادًا".
صدرت فئات أخرى تتراوح من 5000 إلى 500 مليون في فترة ما بين أغسطس 2006 ومايو 2008 حيث سرعان ما أصبحت الشيكات ذات السنت قديمة الطراز. في الربع الثاني من عام 2008 صدرت شيكات زراعية خاصة (شيكات زراعية) بفئات تتراوح من 5 إلى 100 مليار حيث عُمّم سعر صرف العملة. ونظرًا لأن وظيفتها كانت مماثلة لشيكات حاملها، فقد كانت قيد الاستخدام المنتظم مع استمرار ارتفاع الأسعار. كما حملت هذه الشيكات حدودًا زمنية وميزات أمان محدودة. في الأشهر الأخيرة من الدولار الثاني كان الشيك 200000 هو أقل فئة قانونية للعطاء بموجب مرسوم رغم تمديد تاريخ انتهاء صلاحيته مرتين.كان الشيك لحامله 100000000 هو أقل فئة قانونية متداولة لو نُفذت تواريخ انتهاء صلاحية الشيكات النقدية دون تمديد وكان الشيك الزراعي بقيمة 100 مليار هو الأعلى سواء كانت ورقة نقدية بقيمة 200000 قانونية أم لا.
توقفت شركة الطباعة الأمنية جيسيكه ودوفرينت ومقرها ميونيخ عن توفير ورق للأوراق النقدية لبنك الاحتياطي في 1 يوليو عام 2008 استجابة لطلب رسمي من حكومة ألمانية ودعوات واسعة النطاق لفرض عقوبات كما أن ترخيص المستخدم النهائي لبرنامج جورا جيه أس بيه الصادر لشركة طابعات ومصافي فيديليتي المملوكة للدولة أُنهيت في 24 يوليو 2008 لأسباب مماثلة مع أن البيان الصحفي الرسمي ذكر أنه من المستحيل عمليًا منع الطابعات من استخدام البرنامج.
في 1 أغسطس 2008  أوراق النقد من فئة الدولار الثالث (زد دبليو آر) (التي طُبعت للمرحلة الثانية المهجورة من إعادة تصنيف عام 2006) حلت محل شيكات الدولار الثاني بنسبة 10 مليارات (10 10) إلى 1. حصل تخلص تدريجي للشيكات لحامليها وشيكات الزراعة للدولار الثاني جنبًا إلى جنب مع الفئات الأصغر من الدولار الثالث في 1 يناير 2009. ورغم الإصلاح أصدر بنك الاحتياطي العديد من الفئات ذات القيمة العالية تصل إلى 100 ترليون (10 14) في الفترة بين سبتمبر 2008 إلى يناير 2009، والتي حافظت على وتيرة مماثلة لسعر النقد بدلاً من أسعار السوق السوداء.
وفي الثاني من فبراير 2009 قُدّمت أوراق نقدية من فئة الدولار الرابع (زد دبليو أل) لتحل محل أوراق الدولار الثالث بنسبة تريليون (10 12) إلى 1. كان من المتصور في الأصل أن تظل أوراق النقد من فئة الدولار الثالث قانونية حتى 30 يونيو 2009 ولكن سُحبت جميع الأوراق النقدية من التداول بعد تعليق الدولار الزيمبابوي في 12 أبريل 2009.

## أوراق نقدية من الدولار الأول (زد دبليو دي)
تميز وجه أول سلسلتين من الأوراق النقدية بزخرفة الحجارة المتوازنة في الطبيعةدومبوريماري المهيمنة محاطة بالأشجار: كما تضمنت أوراق النقد معالم ومناظر طبيعية رئيسية على كلا الجانبين مثل سد كاريبا وحيوانات. عندما تصاعد التضخم المرتفع إلى تضخم مفرط في نهاية القرن العشرين تدهورت جودة الأوراق النقدية حيث أعيد تشكيل ألواح الطباعة من الإصدارات السابقة لطباعة أوراق الطوارئ. مع أن التضخم المفرط أجبر الأوراق النقدية العادية (من 2 دولار إلى 1000) على الخروج من الاستخدام العملي، إلا أن جميع الأوراق النقدية والشيكات لحاملي الدولار الأول ظلت عملة قانونية حتى ألغاها البنك الاحتياطي في 21 أغسطس 2006.

### سلسلة الأوراق النقدية لعام 1980
أعد بنك الاحتياطي في زيمبابوي أول سلسلة من الأوراق النقدية للبلد المستقل حديثًا في عام 1980 وأطلقها للتداول على مراحل. من 15 أبريل 1981 إلى 14 أبريل 1982. تألفت سلسلة عام 1980 من أربع فئات: 2 دولار و5 دولارات و10 دولارات و20 دولارًا . واستخدمت على نطاق واسع تقنية غيلوشه وهي ميزة أمنية شائعة في العديد من الأوراق النقدية من الثمانينيات. تتكون العلامة المائية من منظر جانبي لطائر زيمبابوي، بإستثناء الدفعات الأخيرة من أوراق النقد 2 دولار و5 دولارات (وكلاهما مؤرخ بعام 1994) كان عليهما منظر ¾ للطائر ذو رقبة أطول. تغير نظام الألوان أيضًا من الأوراق النقدية الروديسية: تغيرت ورقة النقد 2 دولار من الأحمر إلى الأزرق و5 دولارات من البني إلى الأخضر و10 دولارات من الرمادي إلى الأحمر. وكانت ورقة النقد 20 دولارًا التي ظهرت لأول مرة مع هذه السلسلة باللون الأزرق الداكن.
حملت الأوراق النقدية الصادرة عام ١٩٨٠ اسم سالزبوري عاصمة زيمبابوي، التي أُعيدت تسميتها إلى هراري في ١٨ أبريل ١٩٨٢. أوراق نقدية من فئة ٥ دولارات و١٠ دولارات و٢٠ دولارًا مؤرخة عام ١٩٨٢ ثم حملت الاسم المُحدّث لاحقًا، إلا أن الدفعات الأولى من أوراق العشرة دولارات (الصادرة عام ١٩٨٢) حملت خطأً الاسم القديم للعاصمة. لم تُصدر أوراق نقدية من فئة دولارين مؤرخة عام ١٩٨٢، بل حملت الأوراق النقدية الصادرة عام ١٩٨٣، ثم حملت الاسم المُحدّث للعاصمة. الأوراق النقدية المؤرخة عامي 1980 و1982 تحمل توقيع ديزموند كروج آخر محافظ لبنك الاحتياطي الفيدرالي في روديسيا ، ومحافظ بنك الاحتياطي الفيدرالي في زيمبابوي حتى عام 1983: الأوراق النقدية المؤرخة عام 1983 تحمل توقيع كومبو جيمس مويانا (المحافظ من عام 1983 إلى أغسطس 1993) والأوراق النقدية المؤرخة عام 1994 تحمل توقيع ليونارد تسومبا (من أغسطس 1993 إلى 31 يوليو 2003).
| Pick No.                               | الصورة                                                                  | الصورة | القيمة | الأبعاد      | اللون الأساسي                        | اللون الأساسي | الوصف                                                                   | الوصف                                         | الوصف                                    | تاريخ   | تاريخ          | تاريخ         |
| Pick No.                               | الوجه                                                                   | الخلف  | القيمة | الأبعاد      | اللون الأساسي                        | اللون الأساسي | الوجه                                                                   | الخلف                                         | العلامة المائية                          | الطباعة | الأصدار        | السحب         |
| -------------------------------------- | ----------------------------------------------------------------------- | ------ | ------ | ------------ | ------------------------------------ | ------------- | ----------------------------------------------------------------------- | --------------------------------------------- | ---------------------------------------- | ------- | -------------- | ------------- |
| 1a                                     |                                                                         |        | $2     | 134 × 69 ملم |                                      | أزرق          | دومبوري ماري مع الأشجار، الجاموس الكابي، ساليسبري كعاصمة، كروغ كإمضاء   | سمكة النمر، سد كاريفا                         | طائر زيمبابوي (زاوية جانبية، رقبة قصيرة) | 1980    | 15 يوليو 1981  | 21 أغسطس 2006 |
| 1b                                     | دومبوري ماري مع الأشجار، الجاموس الكاب، هاراري كعاصمة، مو يانا كإمضاء   | 1983   | $2     | 134 × 69 ملم |                                      | أزرق          |                                                                         | سمكة النمر، سد كاريفا                         | طائر زيمبابوي (زاوية جانبية، رقبة قصيرة) |         | 15 يوليو 1981  | 21 أغسطس 2006 |
| 1c                                     | دومبوري ماري مع الأشجار، جاموس كيب، هاراري كعاصمة، تسومبا كتوقيع        | 1994   | $2     | 134 × 69 ملم |                                      | أزرق          |                                                                         | سمكة النمر، سد كاريفا                         | طائر زيمبابوي (زاوية جانبية، رقبة قصيرة) |         | 15 يوليو 1981  | 21 أغسطس 2006 |
| 1d                                     | دومبوري ماري مع الأشجار، جاموس كيب، هاراري كعاصمة، تسومبا كتوقيع        | 1994   | $2     | 134 × 69 ملم | طائر زيمبابوي (¾ بروفايل، عنق متوسط) | أزرق          |                                                                         | سمكة النمر، سد كاريفا                         |                                          |         | 15 يوليو 1981  | 21 أغسطس 2006 |
| 2a                                     |                                                                         |        | $5     | 140 × 73 ملم |                                      | أخضر          | دومبوري ماري مع الأشجار، حمار الزرد، سالسبوري كعاصمة، وكروغ كتوقيع      | عمال المزارع في قرية                          | طائر زيمبابوي (زاوية جانبية، رقبة قصيرة) | 1980    | 14 أكتوبر 1981 | 21 أغسطس 2006 |
| 2b                                     | دومبوريماري مع الأشجار، وحيد القرن، هاراري كعاصمة، وكروغ كتوقيع         | 1982   | $5     | 140 × 73 ملم |                                      | أخضر          |                                                                         | عمال المزارع في قرية                          | طائر زيمبابوي (زاوية جانبية، رقبة قصيرة) |         | 14 أكتوبر 1981 | 21 أغسطس 2006 |
| 2c                                     | دومبوريماري مع الأشجار، وحيد القرن، هاراري كعاصمة، موينا كعلامة مميزة   | 1983   | $5     | 140 × 73 ملم |                                      | أخضر          |                                                                         | عمال المزارع في قرية                          | طائر زيمبابوي (زاوية جانبية، رقبة قصيرة) |         | 14 أكتوبر 1981 | 21 أغسطس 2006 |
| 2d                                     | دومبوري ماري مع الأشجار، وزيبرا، وهراري كعاصمة، وتسمبا كعلامة مميزة     | 1994   | $5     | 140 × 73 ملم |                                      | أخضر          |                                                                         | عمال المزارع في قرية                          | طائر زيمبابوي (زاوية جانبية، رقبة قصيرة) |         | 14 أكتوبر 1981 | 21 أغسطس 2006 |
| 2e                                     | دومبوري ماري مع الأشجار، وزيبرا، وهراري كعاصمة، وتسمبا كعلامة مميزة     | 1994   | $5     | 140 × 73 ملم | طائر زيمبابوي (¾ بروفايل، عنق متوسط) | أخضر          |                                                                         | عمال المزارع في قرية                          |                                          |         | 14 أكتوبر 1981 | 21 أغسطس 2006 |
| 3a                                     |                                                                         |        | $10    | 146 × 77 ملم |                                      | أحمر          | دومبوري ماري مع الأشجار، الظباء السمراء، ساليسبري كعاصمة، وكروغ كتوقيع. | هراري، الشعلة الأبدية في قبر الأبطال الوطنيين | طائر زيمبابوي (زاوية جانبية، رقبة قصيرة) | 1980    | 15 إبريل 1981  | 21 أغسطس 2006 |
| 3b                                     | دومبوريما مع الأشجار، ظباء السابر، ساليسبوري كعاصمة (خطأ)، كروغ كتوقيع  | 1982   | $10    | 146 × 77 ملم |                                      | أحمر          |                                                                         | هراري، الشعلة الأبدية في قبر الأبطال الوطنيين | طائر زيمبابوي (زاوية جانبية، رقبة قصيرة) |         | 15 إبريل 1981  | 21 أغسطس 2006 |
| 3c                                     | دومبوري ماري مع الأشجار، أنتيليوب السابل، هاراري كعاصمة، كروغ كالتوقيع  | 1982   | $10    | 146 × 77 ملم |                                      | أحمر          |                                                                         | هراري، الشعلة الأبدية في قبر الأبطال الوطنيين | طائر زيمبابوي (زاوية جانبية، رقبة قصيرة) |         | 15 إبريل 1981  | 21 أغسطس 2006 |
| 3d                                     | دومبوري ماري مع الأشجار، أنتيبوس السبل، هاراري كعاصمة، مويانا كالتوقيع  | 1983   | $10    | 146 × 77 ملم |                                      | أحمر          |                                                                         | هراري، الشعلة الأبدية في قبر الأبطال الوطنيين | طائر زيمبابوي (زاوية جانبية، رقبة قصيرة) |         | 15 إبريل 1981  | 21 أغسطس 2006 |
| 3e                                     | دومبوريما مع الأشجار، أنتيبوس السبل، هاراري كعاصمة، تسومبا كعلامة مميزة | 1994   | $10    | 146 × 77 ملم |                                      | أحمر          |                                                                         | هراري، الشعلة الأبدية في قبر الأبطال الوطنيين | طائر زيمبابوي (زاوية جانبية، رقبة قصيرة) |         | 15 إبريل 1981  | 21 أغسطس 2006 |
| 4a                                     |                                                                         |        | $20    | 152 × 81 ملم |                                      | كحلي          | دومبوري ماري مع الأشجار، والزرافة، وسالزبوري كعاصمة، وكروغ كتوقيع.      | الفيل الإفريقي، شلالات فيكتوريا               | طائر زيمبابوي (زاوية جانبية، رقبة قصيرة) | 1980    | 14 إبريل 1982  | 21 أغسطس 2006 |
| 4b                                     | دومبوري ماري مع الأشجار، زرافة، هاراري كعاصمة، كروغ كتوقيع              | 1982   | $20    | 152 × 81 ملم |                                      | كحلي          |                                                                         | الفيل الإفريقي، شلالات فيكتوريا               | طائر زيمبابوي (زاوية جانبية، رقبة قصيرة) |         | 14 إبريل 1982  | 21 أغسطس 2006 |
| 4c                                     | دومبوري ماري مع الأشجار، زرافة، هاراري كعاصمة، موينا كإمضاء             | 1983   | $20    | 152 × 81 ملم |                                      | كحلي          |                                                                         | الفيل الإفريقي، شلالات فيكتوريا               | طائر زيمبابوي (زاوية جانبية، رقبة قصيرة) |         | 14 إبريل 1982  | 21 أغسطس 2006 |
| 4d                                     | دومبوري ماري مع الأشجار، الزرافة، هاراري كعاصمة، تسومبا كتوقيع          | 1994   | $20    | 152 × 81 ملم |                                      | كحلي          |                                                                         | الفيل الإفريقي، شلالات فيكتوريا               | طائر زيمبابوي (زاوية جانبية، رقبة قصيرة) |         | 14 إبريل 1982  | 21 أغسطس 2006 |
| هذه الصور بمقياس 0.7 بيكسل كل ميليمتر. |                                                                         |        |        |              |                                      |               |                                                                         |                                               |                                          |         |                |               |

### سلسلة الأوراق النقدية لعام 1994
من عام ١٩٩٤ إلى عام ١٩٩٧ طرح البنك الاحتياطي السلسلة الثانية من الأوراق النقدية الزيمبابوية للتداول. ونظرًا لارتفاع معدل التضخم، الذي بلغ ذروته في ذلك الوقت عند ٤٢.١٪ في عام ١٩٩٢، بدأ طرح الأوراق النقدية بفئتين جديدتين، ٥٠ دولارًا و١٠٠ دولار. وتبعتها فئات أخرى في عام ١٩٩٧، بينما استُبدلت ورقة الدولارين بعملة معدنية.  وقد أدى تفاقم التضخم المرتفع، الذي بلغ ١٤٠.١٪ في عام ٢٠٠٢ إلى طرح البنك الاحتياطي ورقة نقدية من فئة ٥٠٠ دولار في ٣١ أغسطس ٢٠٠١ وورقة نقدية 1000 في ١ أكتوبر ٢٠٠٣.
كان التصميم العام لسلسلة عام ١٩٩٤ مشابهًا لسلسلة عام ١٩٨٠ إلا أن دومبوريماري نُقل إلى اليسار والحيوانات إلى الجانب الآخر لتعمل كسجل شفاف. احتوى الوجه أيضًا على زهرة في المنتصف وعنصر صلب يحمل صورة كامنة لأحرف "آر بي زد" وعلامات لمسية لضعاف البصر. تميزت العلامة المائية لطائر زيمبابوي برقبة طويلة بينما كان خيط الأمان منزوع المعدن يحمل حرفي "آر بي زد" وفئة العملة. احتوت ورقتا ٥٠٠ و 1000 أيضًا على شريط ثلاثي الأبعاد ، لكن ورقة الـ ٥٠٠ دولار فقدت هذه الميزة عندما تغير اللون الرئيسي من الأحمر إلى البني.
كانت جميع الأوراق النقدية تقريبًا في سلسلة عام 1994 تحمل توقيع ليونارد تسومبا: ظهر توقيع خليفته، جيديون جونو  على أوراق نقدية بقيمة 500 دولار مؤرخة عام 2004. كما طبعت شركة جيزكي + ديفرينت بعض الأوراق النقدية من فئة 1000: كانت بادئات الأرقام التسلسلية "WA" إلى "WM" لأوراق G+D، و"WN" إلى "WU" لأوراق الأمانة.
| Pick No.                               | الصورة | الصورة                                        | القيمة | الأبعاد      | اللون الأساسي | اللون الأساسي | الوصف                                                                                               | الوصف                                                          | الوصف                                    | تاريخ         | تاريخ          | تاريخ         |
| Pick No.                               | الوجه  | الخلف                                         | القيمة | الأبعاد      | اللون الأساسي | اللون الأساسي | الوجه                                                                                               | الخلف                                                          | العلامة المائية                          | الطباعة       | الأصدار        | السحب         |
| -------------------------------------- | ------ | --------------------------------------------- | ------ | ------------ | ------------- | ------------- | --------------------------------------------------------------------------------------------------- | -------------------------------------------------------------- | ---------------------------------------- | ------------- | -------------- | ------------- |
| 5a                                     |        |                                               | $5     | 139 × 68 ملم |               |               | دومبوري ماري مع الأشجار، ديسوتيس الملكي (ديسوتيس برينسبيس)، كودو الأكبر                             | جبل نيانغاني (طباعة حجرية)، كودو الأكبر (مرآة حمراء)           | طائر زيمبابوي (¾ عرض، عنق طويل)          | 1997          | 1997           | 21 أغسطس 2006 |
| 5b                                     |        | جبل نيانغاني (نقش) ، كودو الأكبر (مرآة حمراء) | $5     | 139 × 68 ملم |               |               | دومبوري ماري مع الأشجار، ديسوتيس الملكي (ديسوتيس برينسبيس)، كودو الأكبر                             |                                                                | طائر زيمبابوي (¾ عرض، عنق طويل)          | 1997          | 1997           | 21 أغسطس 2006 |
| 6                                      |        |                                               | $10    | 142 × 70 ملم |               | أخضر مزرق     | دومبوريما مع الأشجار، نجم سابي (أدينوم أوبيسوم)، ظباء السموري                                       | تلال تشيلوجو مع الطيور، وغزلان السابل (مرايا حمراء)            | طائر زيمبابوي (¾ عرض، عنق طويل)          | 1997          | 1997           | 21 أغسطس 2006 |
| 7                                      |        |                                               | $20    | 145 × 71 ملم |               | أزرق          | دومبوري ماري مع الأشجار، بيمبرنيل على جانب الطريق (ترينيكليسرس لونغيبيدونكيولاتوم)، الجاموس الكابي. | شلالات فيكتوريا، جاموس كيب (مرآة حمراء)                        | طائر زيمبابوي (¾ عرض، عنق طويل)          | 1997          | 1997           | 21 أغسطس 2006 |
| 8                                      |        |                                               | $50    | 148 × 75 ملم |               | أخضر زيتي     | دومبوري ماري مع الأشجار، زنبقة اللهب (غلوريوسا سوبربا)، وحيد القرن                                  | أطلال زيمبابوي العظيمة، طائر زيمبابوي، وحيد القرن (مرآة حمراء) | طائر زيمبابوي (¾ عرض، عنق طويل)          | 1994          | مارس 1994      | 21 أغسطس 2006 |
| 9                                      |        |                                               | $100   | 151 × 76 ملم |               | بنفسجي        | دومبورة ماري مع الأشجار، بروتيا، الفيلة الأفريقية                                                   | سد كاربا، الأفيال الأفريقية (مرايا حمراء)                      | طائر زيمبابوي (¾ عرض، عنق طويل)          | 1995          | يناير 1995     | 21 أغسطس 2006 |
| 10                                     |        |                                               | $500   | 154 × 78 ملم |               | أحمر          | دومبوري ماري مع الأشجار، شريط هولوجرافي، تفاح مر (سولانوم كامبيلاتكانثوم)، زيبرا                    | محطة هوايغي للطاقة، الحمر مع الزرافات (مرآة حمراء)             | طائر زيمبابوي (¾ عرض، عنق طويل) و "500"  | 2001          | 31 أغسطس 2001  | 21 أغسطس 2006 |
| 11                                     |        |                                               | $500   | 154 × 78 ملم |               | بني           | دومبوري ماري مع الأشجار، التفاح المر (سولانوم كامبيلكانثوم)، الحمار الوحشي                          | محطة هوايغي للطاقة، الحمر مع الزرافات (مرآة حمراء)             | طائر زيمبابوي (¾ عرض، عنق طويل) و "500"  | - 2003 - 2004 | 26 سبتمبر 2003 | 21 أغسطس 2006 |
| 12                                     |        |                                               | $1000  | 154 × 78 ملم |               | كحلي          | دومبوري ماري مع الأشجار، شريط هولوجرافي، باوهينيا، زرافات                                           | ثلاثة من الأفيال الأفريقية، والزرافات (مرايا حمراء)            | طائر زيمبابوي (¾ عرض، عنق طويل) و "1000" | 2003          | 1 أكتوبر 2003  | 21 أغسطس 2006 |
| هذه الصور بمقياس 0.7 بيكسل كل ميليمتر. |        |                                               |        |              |               |               | |                                                                |                                          |               |                |               |

### شيكات حاملها كارغيل
في مايو 2003 سمح بنك الاحتياطي لمجموعة كارغيل للقطن بإصدار شيكات طارئة لحاملها لمزارعي القطن من خلال فرع ستاندرد تشارترد في زيمبابوي في هراري. أصدرت كارغيل هذه الشيكات بسبب نقص الأموال الناجم عن التضخم السنوي المرتفع، والذي وفقًا لصحيفة هيرالد كان حوالي 269.2٪ في يونيو 2003.
تمتعت شيكات كارغيل لحامليها بنفس الوضع القانوني للأوراق النقدية العادية وكانت صالحة لمدة ستة أشهر من تاريخ الإصدار مما يجعلها أول أوراق نقدية زيمبابوية ذات تاريخ انتهاء صلاحية. طبعت شركة تايبوكرافترز (شركة تابعة لشركة زيمبابرز) هذه الشيكات لحامليها، والتي حملت توقيع المديرة المالية لشركة كارغيل "بريسيلا موتينبوا" ومدير العمليات ستيفن نيوتن-هاوز.
| يختار لا. | قيمة   | أبعاد       | اللون الرئيسي | اللون الرئيسي | وصف                             | وصف              | وصف             | تاريخ          | تاريخ           |
| يختار لا. | قيمة   | أبعاد       | اللون الرئيسي | اللون الرئيسي | وجه العملة                      | العكس            | العلامة المائية | مشكلة          | انتهاء الصلاحية |
| --------- | ------ | ----------- | ------------- | ------------- | ------------------------------- | ---------------- | --------------- | -------------- | --------------- |
| 13أ       | 5000   | 220 × 92 مم |               | أخضر          | خلفية منقوشة                    | نبات القطن (قطن) | 1 يونيو 2003    | 30 نوفمبر 2003 |                 |
| 13ب       | 5000   | 220 × 92 مم | 1 سبتمبر 2003 | أخضر          | خلفية منقوشة                    | نبات القطن (قطن) | 31 مارس 2004    |                |                 |
| 14أ       | 10000  | 220 × 92 مم |               | أزرق          | خلفية منقوشة                    | نبات القطن (قطن) | 1 مايو 2003     | 31 أكتوبر 2003 |                 |
| 14ب       | 10000  | 220 × 92 مم | 1 سبتمبر 2003 | أزرق          | خلفية منقوشة                    | نبات القطن (قطن) | 31 مارس 2004    |                |                 |
| 24        | 10000  | 205 × 92 مم |               | أزرق          | خلفية منقوشة، شعار كارغيل كوتون | "استشهاد"        | 1 أبريل 2004    | 30 سبتمبر 2004 |                 |
| 25        | 20000  | 205 × 92 مم |               | أخضر          | خلفية منقوشة، شعار كارغيل كوتون | "استشهاد"        | 1 أبريل 2004    | 30 سبتمبر 2004 |                 |
| 26        | 50000  | 205 × 92 مم |               | البرتقالي     | خلفية منقوشة، شعار كارغيل كوتون | "استشهاد"        | 1 أبريل 2004    | 30 سبتمبر 2004 |                 |
| 27        | 100000 | 205 × 92 مم |               | أحمر          | خلفية منقوشة، شعار كارغيل كوتون | "استشهاد"        | 1 أبريل 2004    | 30 سبتمبر 2004 |                 |
|           |        |             |               |               |                                 |                  |                 |                |                 |

### سلسلة الشيكات لحامليها لعام 2003
أصدر البنك الاحتياطي في النهاية شيكات خاصة به لحاملها: دخلت الشيكات بقيمة 5000 و 10000 و 20000 التداول في 26 سبتمبر 2003 والشيكات 50000 و 100000 في 1 أكتوبر عام 2005. كما كان للشيكات تاريخ انتهاء صلاحية وقاموا بتداولها حتى إلغاء العملة النقدية الأولى في 21 أغسطس 2006.
استخدمت الشيكات لحاملها ورقًا أمنيًا يحمل علامة مائية مخصصًا للأوراق النقدية من فئة 50 دولارًا لعام 1994، كما أعادت الشيكات من فئات 5000 و 10000 و 20000 استخدام معظم الطباعة السفلية من تلك الفئة. استخدمت الشيكات 50000 و 100000 طباعة سفلية معدلة على الوجه وصورة أحادية اللون لشلالات فيكتوريا على الوجه الخلفي. تحمل الشيكات المؤرخة في 15 سبتمبر 2003 توقيع الحاكم بالنيابة تشارلز تشيكورا وتحمل باقي الشيكات توقيع الدكتور جدعون جونو، الذي أصبح حاكمًا في 1 ديسمبر 2003.
| Pick No. | الصورة                                       | الصورة         | القيمة  | الأبعاد      | اللون الأساسي                                | اللون الأساسي | الوصف                                                            | الوصف                                     | الوصف                                        | تاريخ          | تاريخ          | تاريخ          | تاريخ         |
| Pick No. | الوجه                                        | الخلف          | القيمة  | الأبعاد      | اللون الأساسي                                | اللون الأساسي | الوجه                                                            | الخلف                                     | العلامة المائية                              | الطباعة        | الأصدار        | expiry         | السحب         |
| -------- | -------------------------------------------- | -------------- | ------- | ------------ | -------------------------------------------- | ------------- | ---------------------------------------------------------------- | ----------------------------------------- | -------------------------------------------- | -------------- | -------------- | -------------- | ------------- |
| 21a      |                                              |                | $5000   | 148 × 75 ملم |                                              | أزرق          | البنك الاحتياطي وختم وزهرة اللهب (جلوريُوسا سوبربا)، حافة متداخلة | طباعة تحتية من ورقة الـ 50 دولار، حد مائل | طائر زيمبابوي (¾ عرض، عنق طويل)              | 15 سبتمبر 2003 | 26 سبتمبر 2003 | 31 يناير 2004  | 21 أغسطس 2006 |
| 21b      | 30 يونيو 2004                                |                | $5000   | 148 × 75 ملم |                                              | أزرق          | البنك الاحتياطي وختم وزهرة اللهب (جلوريُوسا سوبربا)، حافة متداخلة | طباعة تحتية من ورقة الـ 50 دولار، حد مائل | طائر زيمبابوي (¾ عرض، عنق طويل)              | 15 سبتمبر 2003 | 26 سبتمبر 2003 |                | 21 أغسطس 2006 |
| 21c 21d  | طائر زيمبابوي (¾ عرض، عنق طويل) و "آر بي زد" | 1 ديسمبر 2003  | $5000   | 148 × 75 ملم | 31 ديسمبر 2004                               | أزرق          | البنك الاحتياطي وختم وزهرة اللهب (جلوريُوسا سوبربا)، حافة متداخلة | طباعة تحتية من ورقة الـ 50 دولار، حد مائل |                                              |                | 26 سبتمبر 2003 |                | 21 أغسطس 2006 |
| 21e      | طائر زيمبابوي (¾ عرض، عنق طويل) و "آر بي زد" | 1 ديسمبر 2003  | $5000   | 148 × 75 ملم | 31 ديسمبر 2005                               | أزرق          | البنك الاحتياطي وختم وزهرة اللهب (جلوريُوسا سوبربا)، حافة متداخلة | طباعة تحتية من ورقة الـ 50 دولار، حد مائل |                                              |                | 26 سبتمبر 2003 |                | 21 أغسطس 2006 |
| 22a      |                                              |                | $10000  | 148 × 75 ملم |                                              | أحمر          | البنك الاحتياطي وختم وزهرة اللهب (جلوريُوسا سوبربا)، حافة متداخلة | طباعة تحتية من ورقة الـ 50 دولار، حد مائل | طائر زيمبابوي (¾ عرض، عنق طويل)              | 15 سبتمبر 2003 | 26 سبتمبر 2003 | 31 يناير 2004  | 21 أغسطس 2006 |
| 22b      | 30 يونيو 2004                                |                | $10000  | 148 × 75 ملم |                                              | أحمر          | البنك الاحتياطي وختم وزهرة اللهب (جلوريُوسا سوبربا)، حافة متداخلة | طباعة تحتية من ورقة الـ 50 دولار، حد مائل | طائر زيمبابوي (¾ عرض، عنق طويل)              | 15 سبتمبر 2003 | 26 سبتمبر 2003 |                | 21 أغسطس 2006 |
| 22c 22d  | طائر زيمبابوي (¾ عرض، عنق طويل) و "آر بي زد" | 1 ديسمبر 2003  | $10000  | 148 × 75 ملم | 31 ديسمبر 2004                               | أحمر          | البنك الاحتياطي وختم وزهرة اللهب (جلوريُوسا سوبربا)، حافة متداخلة | طباعة تحتية من ورقة الـ 50 دولار، حد مائل |                                              |                | 26 سبتمبر 2003 |                | 21 أغسطس 2006 |
| 22e      | طائر زيمبابوي (¾ عرض، عنق طويل) و "آر بي زد" | 1 ديسمبر 2003  | $10000  | 148 × 75 ملم | 31 ديسمبر 2005                               | أحمر          | البنك الاحتياطي وختم وزهرة اللهب (جلوريُوسا سوبربا)، حافة متداخلة | طباعة تحتية من ورقة الـ 50 دولار، حد مائل |                                              |                | 26 سبتمبر 2003 |                | 21 أغسطس 2006 |
| 23a      |                                              |                | $20000  | 148 × 75 ملم |                                              | بني           | البنك الاحتياطي وختم وزهرة اللهب (جلوريُوسا سوبربا)، حافة متداخلة | طباعة تحتية من ورقة الـ 50 دولار، حد مائل | طائر زيمبابوي (¾ عرض، عنق طويل)              | 15 سبتمبر 2003 | 26 سبتمبر 2003 | 31 يناير 2004  | 21 أغسطس 2006 |
| 23b      | 30 يونيو 2004                                |                | $20000  | 148 × 75 ملم |                                              | بني           | البنك الاحتياطي وختم وزهرة اللهب (جلوريُوسا سوبربا)، حافة متداخلة | طباعة تحتية من ورقة الـ 50 دولار، حد مائل | طائر زيمبابوي (¾ عرض، عنق طويل)              | 15 سبتمبر 2003 | 26 سبتمبر 2003 |                | 21 أغسطس 2006 |
| 23c      | 1 ديسمبر 2003                                | 31 ديسمبر 2004 | $20000  | 148 × 75 ملم |                                              | بني           | البنك الاحتياطي وختم وزهرة اللهب (جلوريُوسا سوبربا)، حافة متداخلة | طباعة تحتية من ورقة الـ 50 دولار، حد مائل | طائر زيمبابوي (¾ عرض، عنق طويل)              |                | 26 سبتمبر 2003 |                | 21 أغسطس 2006 |
| 23d      | 1 ديسمبر 2003                                | 31 ديسمبر 2004 | $20000  | 148 × 75 ملم | طائر زيمبابوي (¾ عرض، عنق طويل) و "آر بي زد" | بني           | البنك الاحتياطي وختم وزهرة اللهب (جلوريُوسا سوبربا)، حافة متداخلة | طباعة تحتية من ورقة الـ 50 دولار، حد مائل |                                              |                | 26 سبتمبر 2003 |                | 21 أغسطس 2006 |
| 23e      | 1 ديسمبر 2003                                | 31 ديسمبر 2005 | $20000  | 148 × 75 ملم | طائر زيمبابوي (¾ عرض، عنق طويل) و "آر بي زد" | بني           | البنك الاحتياطي وختم وزهرة اللهب (جلوريُوسا سوبربا)، حافة متداخلة | طباعة تحتية من ورقة الـ 50 دولار، حد مائل |                                              |                | 26 سبتمبر 2003 |                | 21 أغسطس 2006 |
| 28       |                                              |                | $50000  | 148 × 74 ملم |                                              | بنفسجي        | البنك الاحتياطي وختم وزهرة اللهب (جلوريُوسا سوبربا)، حافة متداخلة | شلالات فيكتوريا، حافة متداخلة             | طائر زيمبابوي (¾ عرض، عنق طويل) و "آر بي زد" | 1 أكتوبر 2005  | 1 أكتوبر 2005  | 31 ديسمبر 2006 | 21 أغسطس 2006 |
| 29 30    | 1 فبراير 2006                                |                | $50000  | 148 × 74 ملم |                                              | بنفسجي        | البنك الاحتياطي وختم وزهرة اللهب (جلوريُوسا سوبربا)، حافة متداخلة | شلالات فيكتوريا، حافة متداخلة             | طائر زيمبابوي (¾ عرض، عنق طويل) و "آر بي زد" |                | 1 أكتوبر 2005  | 31 ديسمبر 2006 | 21 أغسطس 2006 |
| 31       |                                              |                | $100000 | 148 × 74 ملم |                                              | أخضر          | البنك الاحتياطي وختم وزهرة اللهب (جلوريُوسا سوبربا)، حافة متداخلة | شلالات فيكتوريا، حافة متداخلة             | طائر زيمبابوي (¾ عرض، عنق طويل) و "آر بي زد" | 1 أكتوبر 2005  | 1 أكتوبر 2005  | 31 ديسمبر 2006 | 21 أغسطس 2006 |
| 32       | 1 يونيو 2006                                 |                | $100000 | 148 × 74 ملم |                                              | أخضر          | البنك الاحتياطي وختم وزهرة اللهب (جلوريُوسا سوبربا)، حافة متداخلة | شلالات فيكتوريا، حافة متداخلة             | طائر زيمبابوي (¾ عرض، عنق طويل) و "آر بي زد" |                | 1 أكتوبر 2005  | 31 ديسمبر 2006 | 21 أغسطس 2006 |
|          |                                              |                |         |              |                                              |               |                                                                  |                                           |                                              |                |                |                |               |

## الأوراق النقدية من الدولار الثاني (زد دبليو أن)
أُعيدت تسمية الدولار الزيمبابوي لأول مرة في 1 أغسطس 2006 في إطار حملة إصلاح العملة المسماة عملية الشروق والتي تضمنت شعار "من الصفر إلى البطل". قُدّمت الشيكات الجديدة لحاملها بالدولار الثاني (ISO 4217: زد دبليو أن) واستبدلت شيكات الدولار الأول (زد دبليو دي) بنسبة 1 000 إلى 1.
تمت عملية التحويل في غضون مهلة قصيرة وكانت سريعة أيضًا لأن جميع الإصدارات السابقة لسلسلة أغسطس 2006 كان من المقرر إلغاء تداولها وإبطال قيمتها في 21 أغسطس 2006. أدى ضعف الاتصالات إلى عدم تمكن العديد من المدنيين في زيمبابوي من تحويل الشيكات القديمة إلى شيكات جديدة قبل الموعد النهائي.

### سلسلة الشيكات لحامليها للأعوام 2006 و2007 و2008
طُرحت سلسلة شيكات حاملي العملات لعام 2006 للتداول في الأول من أغسطس عام 2006، وكانت تتألف في البداية من 14 فئة تتراوح من سنت واحد إلى 100000. وقّع الدكتور جدعون غونو هذه الشيكات وكان من المقرر أن تنتهي صلاحيتها في 31 يوليو عام 2007 باستثناء شيكات 100 و 500، التي كان من المقرر في البداية أن تنتهي صلاحيتها في 31 ديسمبر 2007، ولكن قاموا بتمديدها لاحقًا إلى 31 يوليو 2008. كما أُصدرت فئة 5 مع أنه لم  يُروج لها على نطاق واسع خلال حملة التغيير.
وُضع نوعان مختلفان صدرا لفئتي 10000 و 100000 في الكتالوج القياسي للعملات الورقية العالمية: يتمثل الفرق بينهما في استخدام التجميع الرقمي. تحمل الشيكات التي تحمل الفئة "10,000" أو "100,000" أرقامًا تسلسلية بالبادئة (النادرة) AA ، بينما تحمل الأوراق النقدية التي تبدأ بـ AB فصاعدًا ال " 10000 " أو " 100000 ".
| Pick No.                               | الصورة | الصورة | القيمة  | الأبعاد      | اللون الأساسي                               | اللون الأساسي   | الوصف                                         | الوصف                                          | الوصف                                              | تاريخ        | تاريخ                                       |
| Pick No.                               | الوجه  | الخلف  | القيمة  | الأبعاد      | اللون الأساسي                               | اللون الأساسي   | الوجه                                         | الخلف                                          | العلامة المائية                                    | الأصدار      | السحب                                       |
| -------------------------------------- | ------ | ------ | ------- | ------------ | ------------------------------------------- | --------------- | --------------------------------------------- | ---------------------------------------------- | -------------------------------------------------- | ------------ | ------------------------------------------- |
| 33                                     |        |        | 1¢      | 154 × 78 ملم |                                             | أحمر            | البنك الاحتياطي ختم, القيمة                   | القيمة داخل الحلقة                             | طائر زيمبابوي (رقبة طويلة، بروفيل ¾) و "500"       | 1 أغسطس 2006 | 31 يوليو 2007                               |
| 34                                     |        |        | 5¢      | 154 × 78 ملم |                                             | أخضر            | البنك الاحتياطي ختم, القيمة                   | القيمة داخل الحلقة                             | طائر زيمبابوي (رقبة طويلة، بروفيل ¾) و "500"       | 1 أغسطس 2006 | 31 يوليو 2007                               |
| 35                                     |        |        | 10¢     | 154 × 78 ملم |                                             | بني             | البنك الاحتياطي ختم, القيمة                   | القيمة داخل الحلقة                             | طائر زيمبابوي (رقبة طويلة، بروفيل ¾) و "500"       | 1 أغسطس 2006 | 31 يوليو 2007                               |
| 36                                     |        |        | 50¢     | 154 × 78 ملم |                                             | رمادي           | البنك الاحتياطي ختم, القيمة                   | القيمة داخل الحلقة                             | طائر زيمبابوي (رقبة طويلة، بروفيل ¾) و "500"       | 1 أغسطس 2006 | 31 يوليو 2007                               |
| 37                                     |        |        | $1      | 148 × 74 ملم |                                             | أزرق            | البنك الاحتياطي ختم, القيمة                   | عمال المزارع في قرية                           | طائر زيمبابوي (رقبة طويلة، بروفايل ¾) و "آر بي زد" | 1 أغسطس 2006 | 31 يوليو 2007                               |
| 38                                     |        |        | $5      | 148 × 74 ملم |                                             | أخضر مائل للبني | البنك الاحتياطي ختم, القيمة                   | هراري، الشعلة الأبدية في قبر الأبطال الوطنيين  | طائر زيمبابوي (رقبة طويلة، بروفايل ¾) و "آر بي زد" | 1 أغسطس 2006 | 31 يوليو 2007                               |
| 39                                     |        |        | $10     | 148 × 74 ملم |                                             | أحمر            | البنك الاحتياطي ختم, القيمة                   | عمال المزارع في قرية                           | طائر زيمبابوي (رقبة طويلة، بروفايل ¾) و "آر بي زد" | 1 أغسطس 2006 | 31 يوليو 2007                               |
| 40                                     |        |        | $20     | 148 × 74 ملم |                                             | برتقالي         | البنك الاحتياطي ختم, القيمة                   | شلالات فيكتوريا                                | طائر زيمبابوي (رقبة طويلة، بروفايل ¾) و "آر بي زد" | 1 أغسطس 2006 | 31 يوليو 2007                               |
| 41                                     |        |        | $50     | 148 × 74 ملم |                                             | بنفسجي          | البنك الاحتياطي ختم, القيمة                   | شلالات فيكتوريا                                | طائر زيمبابوي (رقبة طويلة، بروفايل ¾) و "آر بي زد" | 1 أغسطس 2006 | 31 يوليو 2007                               |
| 42                                     |        |        | $100    | 148 × 74 ملم |                                             | أخضر            | البنك الاحتياطي ختم, القيمة                   | جبل نيانجاني                                   | طائر زيمبابوي (رقبة طويلة، بروفايل ¾) و "آر بي زد" | 1 أغسطس 2006 | 31 يوليو 2008 (كان بالاصل في31 ديسمبر 2007) |
| 43                                     |        |        | $500    | 148 × 74 ملم |                                             | أخضر زيتي       | البنك الاحتياطي ختم, القيمة                   | سمكة النمر، سد كاريفا                          | طائر زيمبابوي (رقبة طويلة، بروفايل ¾) و "آر بي زد" | 1 أغسطس 2006 | 31 يوليو 2008 (كان بالاصل في31 ديسمبر 2007) |
| 44                                     |        |        | $1000   | 148 × 74 ملم |                                             | بني             | البنك الاحتياطي ختم, القيمة                   | جبل نيانجاني                                   | طائر زيمبابوي (رقبة طويلة، بروفايل ¾) و "آر بي زد" | 1 أغسطس 2006 | 31 يوليو 2007                               |
| 46a                                    |        |        | $10000  | 148 × 74 ملم |                                             | نيلي            | شعار البنك الاحتياطي، القيمة بدون فصل الأرقام | أطلال زيمبابوي العظمى، القيمة المعبر عنها كوجه | طائر زيمبابوي (رقبة طويلة، بروفايل ¾) و "آر بي زد" | 1 أغسطس 2006 | 31 يوليو 2007                               |
| 46b                                    |        |        | $10000  | 148 × 74 ملم |                                             | نيلي            |                                               | أطلال زيمبابوي العظمى، القيمة المعبر عنها كوجه | طائر زيمبابوي (رقبة طويلة، بروفايل ¾) و "آر بي زد" | 1 أغسطس 2006 | 31 يوليو 2007                               |
| 48a                                    |        |        | $100000 | 148 × 74 ملم |                                             | أخضر مزرق       | شعار البنك الاحتياطي، القيمة بدون فصل الأرقام | أطلال زيمبابوي العظمى، القيمة المعبر عنها كوجه | طائر زيمبابوي (رقبة طويلة، بروفايل ¾) و "آر بي زد" | 1 أغسطس 2006 | 31 يوليو 2007                               |
| 48b                                    |        |        | $100000 | 148 × 74 ملم | شعار البنك الاحتياطي، القيمة مع فصل الأرقام | أخضر مزرق       |                                               | أطلال زيمبابوي العظمى، القيمة المعبر عنها كوجه | طائر زيمبابوي (رقبة طويلة، بروفايل ¾) و "آر بي زد" | 1 أغسطس 2006 | 31 يوليو 2007                               |
| هذه الصور بمقياس 0.7 بيكسل كل ميليمتر. |        |        |         |              |                                             |                 |                                               |                                                |                                                    |              |                                             |

صدرت سلسلة الشيكات لحامليها لعام 2007 لأول مرة في 2 مارس 2007 مع تقديم شيكات بقيمة 5000 و50000 لتكون بمثابة فئات وسيطة بين الشيكات 1000 و10000 و100000 على التوالي. ومع تكثف التضخم قُدّم الشيك لحامليه بقيمة 200000 أيضًا في 1 أغسطس 2007، تبعه التقديم المشترك للفئات 250000 و 500000 و 750000 في 20 ديسمبر 2007. مُدّد تاريخ انتهاء صلاحية الشيك لحامليه 200000 مرتين حتى 31 ديسمبر 2008.
كانت فئة 50000 أول فئة تُستخدم فيها تقنية الحبر المتغير بصريًا، وذلك على القيمة الموضوعة أعلى يمين الوجه. أما فئة 750000 من سلسلة ديسمبر 2007 فكانت الورقة النقدية الوحيدة من بين جميع شيكات الدولار الثاني التي تحمل شريطًا ثلاثي الأبعاد. إذ طُبع الشيك على ورق مُعدّ لأوراق 1000 من الدولار الأول (الاختيار رقم 12).
| Pick No.                               | الصورة | الصورة | القيمة  | الأبعاد      | اللون الأساسي | اللون الأساسي | الوصف                                    | الوصف                           | الوصف                                              | تاريخ          | تاريخ                                       |
| Pick No.                               | الوجه  | الخلف  | القيمة  | الأبعاد      | اللون الأساسي | اللون الأساسي | الوجه                                    | الخلف                           | العلامة المائية                                    | الأصدار        | السحب                                       |
| -------------------------------------- | ------ | ------ | ------- | ------------ | ------------- | ------------- | ---------------------------------------- | ------------------------------- | -------------------------------------------------- | -------------- | ------------------------------------------- |
| 45                                     |        |        | $5000   | 148 × 74 ملم |               | أزرق          | البنك الاحتياطي وختم, القيمة             | سد كاربيا                       | طائر زيمبابوي (رقبة طويلة، بروفايل ¾) و "آر بي زد" | 1 فبراير 2007  | 31 يوليو 2008 (كان بالاصل في31 يوليو 2007)  |
| 47                                     |        |        | $50000  | 148 × 74 ملم |               | أحمر          | البنك الاحتياطي وختم, والقيمة بحبر متغير | الفيل الإفريقي، شلالات فيكتوريا | طائر زيمبابوي (رقبة طويلة، بروفايل ¾) و "آر بي زد" | 1 مارس 2007    | 31 يوليو 2008 (كان بالاصل في31 يوليو 2007)  |
| 49                                     |        |        | $200000 | 148 × 74 ملم |               | وردي          | البنك الاحتياطي وختم والقيمة             | محطة هوانجي للطاقة              | طائر زيمبابوي (رقبة طويلة، بروفايل ¾) و "آر بي زد" | 1 أغسطس 2007   | 31 ديسمبر 2008 (كان بالاصل في30 يونيو 2008) |
| 50                                     |        |        | $250000 | 148 × 74 ملم |               | أخضر زيتي     | البنك الاحتياطي ختم, القيمة              | أطلال زيمبابوي العظيمة          | طائر زيمبابوي (رقبة طويلة، بروفايل ¾) و "آر بي زد" | 20 ديسمبر 2007 | 30 يونيو 2008                               |
| 51                                     |        |        | $500000 | 148 × 74 ملم |               | أخضر          | البنك الاحتياطي ختم, القيمة              | ثلاثة فيلة أفريقية              | طائر زيمبابوي (رقبة طويلة، بروفايل ¾) و "آر بي زد" | 20 ديسمبر 2007 | 30 يونيو 2008                               |
| 52                                     |        |        | $750000 | 154 × 78 ملم |               | نيلي          | البنك الاحتياطي ختم, القيمة and hologram | الفيل الأفريقي, شلالات فيكتوريا | طائر زيمبابوي (رقبة طويلة، بروفايل ¾) و "1000"     | 31 ديسمبر 2007 | 30 يونيو 2008                               |
| هذه الصور بمقياس 0.7 بيكسل كل ميليمتر. |        |        |         |              |               |               |                                          |                                 |                                                    |                |                                             |

بدأ تداول سلسلة الشيكات لحامليها لعام 2008 في 18 يناير 2008 بثلاث فئات تتراوح من 1 إلى 10، واختتمت بإصدار 500شيك لحامل بقيمة 500 في 15 مايو 2008. وظلت ثلاث فئات من سلسلة 2008 قانونية بنسبة 10 10 إلى 1 حتى إلغائها في 31 ديسمبر 2008.
هناك نوعان من فئة 10 ملايين والفرق الرئيسي هو نوع الخط وحجم الرقم التسلسلي. تحمل الأوراق النقدية ذات الأرقام التسلسلية الأكبر قليلاً البادئة DA.  تعتبر الورقة النقدية من فئة ال25 مليون أكبر حجمًا من بقية سلسلة 2008.
| Pick No.                               | الصورة | الصورة | القيمة     | الأبعاد      | اللون الأساسي | اللون الأساسي | الوصف                       | الوصف                                         | الوصف                                  | تاريخ         | تاريخ          |
| Pick No.                               | الوجه  | الخلف  | القيمة     | الأبعاد      | اللون الأساسي | اللون الأساسي | الوجه                       | الخلف                                         | العلامة المائية                        | الأصدار       | السحب          |
| -------------------------------------- | ------ | ------ | ---------- | ------------ | ------------- | ------------- | --------------------------- | --------------------------------------------- | -------------------------------------- | ------------- | -------------- |
| 53                                     |        |        | $1 مليون   | 148 × 74 ملم |               | بني           | البنك الاحتياطي ختم, القيمة | عمال المزارع في قرية                          | طائر زيمبابوي (بروفايل ¾) و "آر بي زد" | 18 يناير 2008 | 30 يونيو 2008  |
| 54                                     |        |        | $5 مليون   | 148 × 74 ملم |               | أزرق          | البنك الاحتياطي ختم, القيمة | جبل نيانجاني                                  | طائر زيمبابوي (بروفايل ¾) و "آر بي زد" | 18 يناير 2008 | 30 يونيو 2008  |
| 55a/55b                                |        |        | $10 مليون  | 148 × 74 ملم |               | أحمر          | البنك الاحتياطي ختم, القيمة | سمكة النمر، سد كاريفا                         | طائر زيمبابوي (بروفايل ¾) و "آر بي زد" | 18 يناير 2008 | 30 يونيو 2008  |
| 56                                     |        |        | $25 مليون  | 154 × 78 ملم |               | أخضر مزرق     | البنك الاحتياطي ختم, القيمة | هراري، الشعلة الأبدية في قبر الأبطال الوطنيين | طائر زيمبابوي (بروفايل ¾) و "500"      | 4 إبريل 2008  | 30 يونيو 2008  |
| 57                                     |        |        | $50 مليون  | 148 × 74 ملم |               | بنفسجي        | البنك الاحتياطي ختم, القيمة | ثلاثة فيلة أفريقية                            | طائر زيمبابوي (بروفايل ¾) و "آر بي زد" | 4 إبريل 2008  | 30 يونيو 2008  |
| 58                                     |        |        | $100 مليون | 148 × 74 ملم |               | أخضر          | البنك الاحتياطي ختم, القيمة | عمال المزارع في قرية                          | طائر زيمبابوي (بروفايل ¾) و "آر بي زد" | 6 مايو 2008   | 31 ديسمبر 2008 |
| 59                                     |        |        | $250 مليون | 148 × 74 ملم |               | أزرق          | البنك الاحتياطي ختم, القيمة | الفيل الأفريقي, شلالات فيكتوريا               | طائر زيمبابوي (بروفايل ¾) و "آر بي زد" | 6 مايو 2008   | 31 ديسمبر 2008 |
| 60                                     |        |        | $500 مليون | 148 × 74 ملم |               | أحمر          | البنك الاحتياطي ختم, القيمة | سمكة النمر, سد كاربيا                         | طائر زيمبابوي (بروفايل ¾) و "آر بي زد" | 15 مايو 2008  | 31 ديسمبر 2008 |
| هذه الصور بمقياس 0.7 بيكسل كل ميليمتر. |        |        |            |              |               |               |                             |                                               |                                        |               |                |

### الشيكات الزراعية الخاصة (أجرو)
أصدر البنك الاحتياطي شيكات زراعية خاصة (كلمة "أجرو" اختصار لكلمة "أجريكلتشر" أي الزراعة)، من 15 مايو إلى 31 يوليو 2008. كان تصميمها مختلفًا وكانت مخصصة للمزارعين فقط: إلا أن الزيمبابويين تعاملوا معها كعملة عادية نظرًا لاستمرار التضخم الجامح ولوظيفتها المشابهة للشيكات لحاملها. ألغى البنك الاحتياطي العمل بالشيكات الزراعية والشيكات لحاملها في 31 ديسمبر 2009 بعد طرح الدولار الثالث.
الفئات الأربع في هذه السلسلة ليست متماثلة من حيث الأبعاد مثل فئة ال25 مليون، استخدمت ورقًا مختلفًا عن الورقة النقدية بقيمة 500 دولار زد دبليو دي الصادرة عام 2001. وحتى إصدار ورقة نقدية بقيمة 100 ترليون في يناير 2009، أي ما 100 مليار شيك زراعي، وهو ثاني أعلى فئة نقدية دخلت التداول بعد الحرب الباردة  بعد ورقة الـ 500 مليار دينار من الدينار اليوغوسلافي.
الشيكات الزراعية الخاصة، 2008 (التوقيع: د. ج. جونو ، العاصمة: هراري)
| يختار لا.                                                                                    | صورة       | صورة | قيمة                             | أبعاد       | اللون الرئيسي | اللون الرئيسي | وصف                                            | وصف                           | وصف                                         | تاريخ        | تاريخ          |
| يختار لا.                                                                                    | وجه العملة | يعكس | قيمة                             | أبعاد       | اللون الرئيسي | اللون الرئيسي | وجه العملة                                     | يعكس                          | العلامة المائية                             | مشكلة        | انسحاب         |
| -------------------------------------------------------------------------------------------- | ---------- | ---- | -------------------------------- | ----------- | ------------- | ------------- | ---------------------------------------------- | ----------------------------- | ------------------------------------------- | ------------ | -------------- |
| 61                                                                                           |            |      | 5 دولارات مليار ( 5 )            | 148 × 74 مم |               | أرجواني       | ختم بنك الاحتياطي ، القيمة (بالمليارات)، زرافة | صوامع الحبوب ، الزرافة (مرآة) | طائر زيمبابوي ‏ (¾ الملف الشخصي) و"آر بي زد" | 15 مايو 2008 | 31 ديسمبر 2008 |
| 62                                                                                           |            |      | 25 دولارًا مليار ( 2.5 )          | 154 × 78 مم |               | أخضر          | ختم بنك الاحتياطي، القيمة (بالمليارات)، زرافة  | صوامع الحبوب، الزرافة (مرآة)  | طائر زيمبابوي (¾ ملف تعريف) و"500"          | 15 مايو 2008 | 31 ديسمبر 2008 |
| 63                                                                                           |            |      | 50 دولارًا مليار ( 5 )            | 148 × 74 مم |               | بني           | ختم بنك الاحتياطي، القيمة (بالمليارات)، زرافة  | صوامع الحبوب، الزرافة (مرآة)  | طائر زيمبابوي (¾ الملف الشخصي) و"آر بي زد"  | 15 مايو 2008 | 31 ديسمبر 2008 |
| 64                                                                                           |            |      | 100 دولار مليار ( $1011 دولارًا ) | 148 × 74 مم |               | أزرق          | ختم بنك الاحتياطي، القيمة (بالمليارات)، زرافة  | صوامع الحبوب، الزرافة (مرآة)  | طائر زيمبابوي (¾ الملف الشخصي) و"آر بي زد"  | 1 يوليو 2008 | 31 ديسمبر 2008 |
| هذه الصور تمثل مقياس 0.7 بكسل لكل مليمتر. لمعايير الجدول، راجع جدول مواصفات الأوراق النقدية. |            |      |                                  |             |               |               |                                                |                               |                                             |              |                |

## أوراق نقدية من الدولار الثالث (زد دبليو آر)

### إصدارات الأوراق النقدية لعام 2007
أُعدّت سلسلة الأوراق النقدية لعام 2007 من قبل بنك الاحتياطي في أكتوبر 2006 للمرحلة الثانية المهجورة من عملية شروق الشمس. تميزت الأوراق النقدية بدومبوريماري على الوجه ومشهدين على الظهر وطائر زيمبابوي كعلامة مائية. كانت هناك ميزات أمان إضافية على عكس الإصدارات السابقة، والتي تضمنت خيوط أمان وعلامات سجل شفافة وعلامات التعرف على ضعاف البصر. استخدمت خيوط أمان ثلاثية الأبعاد وحبر متغير بصريًا على الأوراق النقدية من فئة 100 و 500 و 1000 . عندما حدث إعادة التصنيف في 1 أغسطس 2008، طُرحت هذه الأوراق النقدية للتداول كأوراق نقدية للدولار الثالث بين 1 أغسطس 2008 و31 ديسمبر 2008.
| Pick No.                               | الصورة | الصورة | القيمة | الأبعاد      | اللون الأساسي | اللون الأساسي | الوصف                   | الوصف                                                         | الوصف                  | تاريخ   | تاريخ          | تاريخ          |
| Pick No.                               | الوجه  | الخلف  | القيمة | الأبعاد      | اللون الأساسي | اللون الأساسي | الوجه                   | الخلف                                                         | العلامة المائية        | الطباعة | الأصدار        | السحب          |
| -------------------------------------- | ------ | ------ | ------ | ------------ | ------------- | ------------- | ----------------------- | ------------------------------------------------------------- | ---------------------- | ------- | -------------- | -------------- |
| 65                                     |        |        | $1     | 134 × 68 ملم |               | كلارتي        | دومبوري ماري مع الأشجار | شلالات فيكتوريا، جاموس الكيب                                  | طائر زيمبابوي و "1"    | 2007    | 1 أغسطس 2008   | 30 سبتمبر 2015 |
| 66                                     |        |        | $5     | 138 × 68 ملم |               | بني           | دومبوري ماري مع الأشجار | سد كاربيا، الفيل الأفريقي                                     | طائر زيمبابوي و "5"    | 2007    | 1 أغسطس 2008   | 30 سبتمبر 2015 |
| 67                                     |        |        | $10    | 142 × 70 ملم |               | أخضر          | دومبوري ماري مع الأشجار | جرار زراعي، صوامع الحبوب                                      | طائر زيمبابوي و "10"   | 2007    | 1 أغسطس 2008   | 30 سبتمبر 2015 |
| 68                                     |        |        | $20    | 145 × 72 ملم |               | أحمر          | دومبوري ماري مع الأشجار | المخلفات، عامل المناجم مع مطرقة ثاقبة                         | طائر زيمبابوي و "20"   | 2007    | 1 أغسطس 2008   | 30 سبتمبر 2015 |
| 69                                     |        |        | $100   | 149 × 74 ملم |               | أزرق          | دومبوري ماري مع الأشجار | صبار اكسلسا، أطلال زيمبابوي العظيمة                           | طائر زيمبابوي و "100"  | 2007    | 1 أغسطس 2008   | 30 سبتمبر 2015 |
| 70                                     |        |        | $500   | 150 × 75 ملم |               | بنفسجي        | دومبوري ماري مع الأشجار | مزرعة حلب وماشية                                              | طائر زيمبابوي و "500"  | 2007    | 1 أغسطس 2008   | 30 سبتمبر 2015 |
| 71                                     |        |        | $1000  | 153 × 76 ملم |               | برتقالي       | دومبوري ماري مع الأشجار | بيت البرلمان وكاتدرائية سانت ماري وبرج البنك الاحتياطي الجديد | طائر زيمبابوي و "1000" | 2007    | 17 سبتمبر 2008 | 30 سبتمبر 2015 |
| هذه الصور بمقياس 0.7 بيكسل كل ميليمتر. |        |        |        |              |               |               |                         |                                                               |                        |         |                |                |

### إصدارات الأوراق النقدية لعام 2008
تداولوا سلسلة الأوراق النقدية لعام 2008 من 29 سبتمبر 2008 إلى 12 أبريل 2009. وأظهرت السلسلة شدة التضخم المفرط خلال تلك الفترة حيث ارتفعت أعلى فئة من 1000 إلى 100 ترليون (10 14 دولارًا) بحلول يناير 2009، وكانت الأخيرة أكبر فئة أصدرها بنك الاحتياطي. كانت الإصدارات الأولى من السلسلة هي فئات 10000 و 20000 .  وتبعتها الفئات التالية:
- 50000 دولار (13 أكتوبر 2008)
- 100000 دولار، 500000 دولار و 1 مليون دولار (3 نوفمبر 2008)
- 10 مليون دولار، 50 مليون دولار و 100 مليون دولار (4 ديسمبر 2008)
- 200 مليون دولار و 500 مليون دولار (12 ديسمبر 2008)
- 1 مليار دولار، 5 مليارات دولار و 10 مليارات دولار (19 ديسمبر 2008)
- 20 مليار دولار و 50 مليار دولار (12 يناير 2009)
- 10 تريليونات دولار، 20 تريليون دولار، 50 تريليون دولار و 100 تريليون دولار (16 يناير 2009)

أثر العدد الكبير من الفئات الصادرة في أواخر عام 2008 بالإضافة إلى تعليق إمداد الورق من قبل جيسيكه ودوفرينت على قدرة البنك الاحتياطي على الحفاظ على جودة الأوراق النقدية. نسخت الفئات اللاحقة ميزات التصميم من سلسلة الأوراق النقدية الأصلية لعام 2007 وافتقرت إلى العديد من ميزات الأمان الحديثة التي اعتمدت عليها الأوراق النقدية للعملات الرئيسية (مثل الدولار الكندي). استخدمت الأوراق النقدية من 20000 إلى 500000 دولار ثم من 10 فصاعدًا ورقًا غير مائي، بينما طُبعت أوراق 500 مليون على قطن نقي. استخدمت صورة ظلية لطائر زيمبابوي بالحبر المتغير بصريًا في مثل هذه الأوراق النقدية للتعويض عن ذلك، ولكن أُسقط الشريط قزحي الألوان للفئات الأعلى. أُعيد استخدام ورق 10000 والـ 1000000دولار في أوراق الـ 1000دولار (الاختيار رقم 71) مما حمل خيطًا ثلاثي الأبعاد وعلامة مائية مدمجة. استُخدم نوعان من الورق (عادي ومسطّر) في أوراق 20000 والـ 50000 والـ 500000 دولار.
| Pick No.                               | الصورة     | الصورة | القيمة               | الأبعاد      | اللون الأساسي | اللون الأساسي | الوصف                   | الوصف                                                                          | الوصف                  | تاريخ          | تاريخ          | تاريخ          |
| Pick No.                               | الوجه      | الخلف  | القيمة               | الأبعاد      | اللون الأساسي | اللون الأساسي | الوجه                   | الخلف                                                                          | العلامة المائية        | الطباعة        | الأصدار        | السحب          |
| -------------------------------------- | ---------- | ------ | -------------------- | ------------ | ------------- | ------------- | ----------------------- | ------------------------------------------------------------------------------ | ---------------------- | -------------- | -------------- | -------------- |
| 72                                     |            |        | $10000               | 153 × 76 ملم |               | بورغندي       | دومبوري ماري مع الأشجار | الحصّادة الدّرَّاسة وجرار                                                          | طائر زيمبابوي و "1000" | 2008           | 29 سبتمبر 2008 | 30 سبتمبر 2015 |
| 73a                                    |            |        | $20000               | 148 × 74 ملم |               | بني           | دومبوري ماري مع الأشجار | شلالات فيكتوريا، سد كاربيا                                                     | 2008                   | 29 سبتمبر 2008 | 30 سبتمبر 2015 |                |
| 73b                                    | خطوط أفقية |        | $20000               | 148 × 74 ملم |               | بني           | دومبوري ماري مع الأشجار | شلالات فيكتوريا، سد كاربيا                                                     | 2008                   | 29 سبتمبر 2008 | 30 سبتمبر 2015 |                |
| 74a                                    |            |        | $50000               | 148 × 74 ملم |               | أخضر          | دومبوري ماري مع الأشجار | جرار وعامل المناجم مع مطرقة ثاقبة                                              | 2008                   | 13 أكتوبر 2008 | 30 سبتمبر 2015 |                |
| 74b                                    | خطوط أفقية |        | $50000               | 148 × 74 ملم |               | أخضر          | دومبوري ماري مع الأشجار | جرار وعامل المناجم مع مطرقة ثاقبة                                              | 2008                   | 13 أكتوبر 2008 | 30 سبتمبر 2015 |                |
| 75                                     |            |        | $100000              | 148 × 74 ملم |               | نيلي          | دومبوري ماري مع الأشجار | جاموس الكيب، الفيل الأفريقي                                                    | 2008                   | 5 نوفمبر 2008  | 30 سبتمبر 2015 |                |
| 76a                                    |            |        | $500000              | 148 × 74 ملم |               | أخضر زيتي     | دومبوري ماري مع الأشجار | صبار اكسلسا ومزرعة حلب                                                         | 2008                   | 5 نوفمبر 2008  | 30 سبتمبر 2015 |                |
| 76b                                    | خطوط أفقية |        | $500000              | 148 × 74 ملم |               | أخضر زيتي     | دومبوري ماري مع الأشجار | صبار اكسلسا ومزرعة حلب                                                         | 2008                   | 5 نوفمبر 2008  | 30 سبتمبر 2015 |                |
| 77                                     |            |        | $1 مليون             | 153 × 76 ملم |               | أزرق          | دومبوري ماري مع الأشجار | أطلال زيمبابوي العظيمة, المواشي                                                | طائر زيمبابوي و "1000" | 2008           | 5 نوفمبر 2008  | 30 سبتمبر 2015 |
| 78                                     |            |        | $10 مليون            | 148 × 74 ملم |               | أزرق          | دومبوري ماري مع الأشجار | بيت البرلمان وكاتدرائية سانت ماري وأطلال زيمبابوي العظيمة                      | 2008                   | 4 ديسمبر 2008  | 30 سبتمبر 2015 |                |
| 79                                     |            |        | $50 مليون            | 148 × 74 ملم |               | أخضر مزرق     | دومبوري ماري مع الأشجار | جاموس الكيب، أنقاض زيمبابوي العظمى                                             | 2008                   | 4 ديسمبر 2008  | 30 سبتمبر 2015 |                |
| 80                                     |            |        | $100 مليون           | 148 × 74 ملم |               | أحمر          | دومبوري ماري مع الأشجار | المخلفات، صوامع الحبوب                                                         | 2008                   | 4 ديسمبر 2008  | 30 سبتمبر 2015 |                |
| 81                                     |            |        | $200 مليون           | 148 × 74 ملم |               | بني           | دومبوري ماري مع الأشجار | بيت البرلمان وكاتدرائية سانت ماري، قبر الجندي المجهول في أكرة الأبطال الوطنيين | 2008                   | 12 ديسمبر 2008 | 30 سبتمبر 2015 |                |
| 82                                     |            |        | $500 مليون           | 148 × 74 ملم |               | بنفسجي        | دومبوري ماري مع الأشجار | مزرعة حلب، عامل منجم مع مثقاب هيدروليكي                                        | 2008                   | 12 ديسمبر 2008 | 30 سبتمبر 2015 |                |
| 83                                     |            |        | $1 مليار ($109)      | 148 × 74 ملم |               | أخضر          | دومبوري ماري مع الأشجار | صبار زيمبابوي، فيل أفريقي                                                      | 2008                   | 19 ديسمبر 2008 | 30 سبتمبر 2015 |                |
| 84                                     |            |        | $5 مليار ($5×109)    | 148 × 74 ملم |               | وردي          | دومبوري ماري مع الأشجار | جرار زراعي، مزرعة حليب                                                         | 2008                   | 19 ديسمبر 2008 | 30 سبتمبر 2015 |                |
| 85                                     |            |        | $10 مليار ($1010)    | 148 × 74 ملم |               | نيلي          | دومبوري ماري مع الأشجار | سد كاريبا وعامل المناجم مع مطرقة ثاقبة                                         | 2008                   | 19 ديسمبر 2008 | 30 سبتمبر 2015 |                |
| 86                                     |            |        | $20 مليار ($2×10)    | 148 × 74 ملم |               | زيتي          | دومبوري ماري مع الأشجار | أطلال زيمبابوي العظيمة وصبار اكسلسا                                            | 2008                   | 12 يناير 2009  | 30 سبتمبر 2015 |                |
| 87                                     |            |        | $50 مليار ($5×10)    | 148 × 74 ملم |               | برتقالي       | دومبوري ماري مع الأشجار | أطلال زيمبابوي العظيمة,وبرج البنك الاحتياطي الجديد                             | 2008                   | 12 يناير 2009  | 30 سبتمبر 2015 |                |
| 88                                     |            |        | $10 ترليون ($1013)   | 148 × 74 ملم |               | أخضر ليموني   | دومبوري ماري مع الأشجار | أطلال زيمبابوي العظيمة,وبرج البنك الاحتياطي الجديد                             | 2008                   | 16 يناير 2009  | 30 سبتمبر 2015 |                |
| 89                                     |            |        | $20 ترليون ($2×1013) | 148 × 74 ملم |               | أحمر          | دومبوري ماري مع الأشجار | عامل المناجم مع مطرقة ثاقبة وصوامع الحبوب                                      | 2008                   | 16 يناير 2009  | 30 سبتمبر 2015 |                |
| 90                                     |            |        | $50 ترليون ($5×1013) | 148 × 74 ملم |               | أخضر          | دومبوري ماري مع الأشجار | سد كاريبا وفيل أفريقي                                                          | 2008                   | 16 يناير 2009  | 30 سبتمبر 2015 |                |
| 91                                     |            |        | $100 ترليون ($1014)  | 148 × 74 ملم |               | أزرق          | دومبوري ماري مع الأشجار | شلالات فيكتوريا وجاموس كايب                                                    | 2008                   | 16 يناير 2009  | 30 سبتمبر 2015 |                |
| هذه الصور بمقياس 0.7 بيكسل كل ميليمتر. |            |        |                      |              |               |               |                         |                                                                                |                        |                |                |                |

## أوراق نقدية من فئة الدولار الرابع (زد دبليو أل)
في 2 فبراير 2009 قدم بنك الاحتياطي أوراق نقدية من الدولار الرابع تعادل تريليون ( 1000000000000 أو 1012) دولار ثالث: كان من المفترض أن تفقد أوراق النقد من الدولار الثالث وضعها القانوني بحلول 1 يوليو 2009، ولكن حكومة تقاسم السلطة لرئيس الوزراء مورجان تسفانجيراي علقت الدولار الزيمبابوي بالكامل بدلاً من ذلك في 12 أبريل 2009. أُلغيت الأوراق النقدية إلى جانب أوراق النقد من الدولار الثالث في النهاية في 30 سبتمبر 2015، بعد 6 سنوات و171 يومًا من عدم الاستخدام.
تألفت أوراق الدولار الرابع من سبع فئات من دولار واحد إلى 500 دولار، مع إعادة استخدام عناصر من إصدارات سابقة. كانت ميزات الأمان مشابهة لإصدارات الطوارئ للدولار الثالث، حيث استُبدلت العلامة المائية وخيط الأمان المُحاط بنافذة بشريط قزحي الألوان وصورة طائر زيمبابوي بحبر متغير بصريًا: سلسلة من المثلثات على الحافة اليمنى كانت بمثابة أداة تسجيل.
| Pick No.                               | الصورة | الصورة | القيمة | الأبعاد      | اللون الأساسي | اللون الأساسي   | الوصف                   | الوصف                                         | الوصف           | تاريخ         | تاريخ          | تاريخ |
| Pick No.                               | الوجه  | الخلف  | القيمة | الأبعاد      | اللون الأساسي | اللون الأساسي   | الوجه                   | الخلف                                         | العلامة المائية | الطباعة       | الأصدار        | السحب |
| -------------------------------------- | ------ | ------ | ------ | ------------ | ------------- | --------------- | ----------------------- | --------------------------------------------- | --------------- | ------------- | -------------- | ----- |
| 92                                     |        |        | $1     | 148 × 74 ملم |               | أزرق            | دومبوري ماري مع الأشجار | عمال المزارع في قرية                          | 2009            | 2 فبراير 2009 | 30 سبتمبر 2015 |       |
| 93                                     |        |        | $5     | 148 × 74 ملم |               | أخضر مائل للبني | دومبوري ماري مع الأشجار | سمكة النمر، سد كاريبا                         | 2009            | 2 فبراير 2009 | 30 سبتمبر 2015 |       |
| 94                                     |        |        | $10    | 148 × 74 ملم |               | أحمر            | دومبوري ماري مع الأشجار | أطلال زيمبابوي العظيمة                        | 2009            | 2 فبراير 2009 | 30 سبتمبر 2015 |       |
| 95                                     |        |        | $20    | 148 × 74 ملم |               | نيلي            | دومبوري ماري مع الأشجار | محطة هوانجي للطاقة                            | 2009            | 2 فبراير 2009 | 30 سبتمبر 2015 |       |
| 96                                     |        |        | $50    | 148 × 74 ملم |               | بنفسجي          | دومبوري ماري مع الأشجار | محطة هوانجي للطاقة                            | 2009            | 2 فبراير 2009 | 30 سبتمبر 2015 |       |
| 97                                     |        |        | $100   | 148 × 74 ملم |               | بني             | دومبوري ماري مع الأشجار | هراري، الشعلة الأبدية في قبر الأبطال الوطنيين | 2009            | 2 فبراير 2009 | 30 سبتمبر 2015 |       |
| 98                                     |        |        | $500   | 148 × 74 ملم |               | أخضر            | دومبوري ماري مع الأشجار | ثلاثة فيلة أفريقية                            | 2009            | 2 فبراير 2009 | 30 سبتمبر 2015 |       |
| هذه الصور بمقياس 0.7 بيكسل كل ميليمتر. |        |        |        |              |               |                 |                         |                                               |                 |               |                |       |

### أوراق نقدية زيمبابوية (من عام 2016)
طُرحت أوراق مالية زيمبابوية بقيمة 10 ملايين دولار أمريكي في نوفمبر 2016، وهي مقومة بالدولار الأمريكي. وتُتداول هذه الأوراق مع ثماني عملات أخرى، ولكن لا يُمكن استخدامها خارج زيمبابوي. أُصدرت عمليات السحب من الحسابات المصرفية الزيمبابوية بأوراق مالية. في 20 فبراير 2019 وخلال بيان السياسة النقدية أعلن المحافظ الدكتور مانجوديا أن أوراق السندات المادية وأرصدة نظام آر تي جي أس وإيكوكاش ووان واليت ستُعرف جميعها الآن باسم " دولارات آر تي جي أس". تحمل هذه الأوراق توقيع جون مانجوديا محافظ بنك الاحتياطي في زيمبابوي .
سندات السندات، 2016 (التوقيع: جون مانغوديا ‏ ، العاصمة: هراري)
| يختار لا.                                                                                    | صورة       | صورة | قيمة      | أبعاد       | اللون الرئيسي | اللون الرئيسي | وصف                    | وصف                                                               | وصف                        | تاريخ   | تاريخ          | تاريخ          |
| يختار لا.                                                                                    | وجه العملة | يعكس | قيمة      | أبعاد       | اللون الرئيسي | اللون الرئيسي | وجه العملة             | يعكس                                                              | العلامة المائية            | الطباعة | مشكلة          | انسحاب         |
| -------------------------------------------------------------------------------------------- | ---------- | ---- | --------- | ----------- | ------------- | ------------- | ---------------------- | ----------------------------------------------------------------- | -------------------------- | ------- | -------------- | -------------- |
| 99                                                                                           |            |      | 2 دولار   | 155 × 62 مم |               | أخضر          | دومبوريماري مع الأشجار | الشعلة الأبدية ‏ في ساحة الأبطال الوطنيين ‏ ، مبنى البرلمان القديم ‏ | طائر زيمبابوي ‏ و"آر بي زد" | 2016    | 28 نوفمبر 2016 | 11 نوفمبر 2019 |
| 100                                                                                          |            |      | 5 دولارات | 155 × 66 مم |               | أرجواني       | دومبوريماري مع الأشجار | ثلاث زرافات، صبار زيمبابوي ( الصبار الممتاز ‏ )                    | طائر زيمبابوي ‏ و"آر بي زد" | 2016    | 3 فبراير 2017  | 11 نوفمبر 2019 |
| هذه الصور تمثل مقياس 0.7 بكسل لكل مليمتر. لمعايير الجدول، راجع جدول مواصفات الأوراق النقدية. |            |      |           |             |               |               |                        |                                                                   |                            |         |                |                |

### إصدارات 2019 و2020
في 11 نوفمبر 2019، أُصدرت أوراق نقدية جديدة بقيمة 2 و 5 دون عبارة "سندات ورقية".
في 15 مايو 2020 أعلن بنك الاحتياطي الزيمبابوي عن طرح ورقتي 10 و 20 دولار للتداول. دخلت فئة 10 دزلارات التداول في 19 مايو وفئة 20 دولار في الأسبوع الأول من يونيو.
في 6 يوليو 2021 دخلت فئة 50 دولار التداول.
في 5 أبريل 2022 دخلت فئة 100 دولار إلى التداول.
سيُستبدل الدولار الزيمبابوي بالذهب الزيمبابوي اعتبارًا من 8 أبريل 2024.
| الصورة | الصورة | القيمة | الأبعاد      | اللون الأساسي | اللون الأساسي | الوصف                   | الوصف                                                         | الوصف                      | تاريخ   | تاريخ          | تاريخ         | Ref.   |
| الوجه  | الخلف  | القيمة | الأبعاد      | اللون الأساسي | اللون الأساسي | الوجه                   | الخلف                                                         | العلامة المائية            | الطباعة | الأصدار        | السحب         | Ref.   |
| ------ | ------ | ------ | ------------ | ------------- | ------------- | ----------------------- | ------------------------------------------------------------- | -------------------------- | ------- | -------------- | ------------- | ------ |
|        |        | $2     | 155 × 62 ملم |               | أخضر          | دومبوري ماري مع الأشجار | اللهب الأبدي في قبر الأبطال الوطنيين، البيت البرلماني القديم  | طائر زيمبابوي و "آر بي زد" | 2019    | 11 نوفمبر 2019 | 30 إبريل 2024 | [ 67 ] |
|        |        | $5     | 155 × 66 ملم |               | بنفسجي        | دومبوري ماري مع الأشجار | ثلاث زرافات، صبار زيمبابوي (صبار إكسيلسا)                     | طائر زيمبابوي و "آر بي زد" | 2019    | 11 نوفمبر 2019 | 30 إبريل 2024 | [ 68 ] |
|        |        | $10    | 155 × 66 ملم |               | أحمر          | دومبوري ماري مع الأشجار | برج البنك الاحتياطي الجديد، أربعة جاموس أفريقي (سنجاب الريف)  | طائر زيمبابوي و "آر بي زد" | 2020    | 19 مايو 2020   | 30 إبريل 2024 | [ 69 ] |
|        |        | $20    | 155 × 66 ملم |               | أزرق          | دومبوري ماري مع الأشجار | الفيل الإفريقي، شلالات فيكتوريا (Mosi-oa Tunya)               | طائر زيمبابوي و "آر بي زد" | 2020    | 1 يونيو 2020   | 30 إبريل 2024 | [ 69 ] |
|        |        | $50    | 155 × 66 ملم |               | بني           | دومبوري ماري مع الأشجار | قبر الجندي المجهول في مقبرة الأبطال الوطنيين، مبويا نيهاندا   | طائر زيمبابوي و "آر بي زد" | 2020    | 6 يوليو 2021   | 30 إبريل 2024 | [ 70 ] |
|        |        | $100   | 155 × 66 ملم |               | أصفر          | دومبوري ماري مع الأشجار | الباوباب الأفريقي (أدانسونياديجيتاتا)، أطلال زيمبابوي العظيمة | طائر زيمبابوي و "آر بي زد" | 2020    | 5 إبريل 2022   | 30 إبريل 2024 | [ 71 ] |
|        |        |        |              |               |               |                         |                                                               |                            |         |                |               |        |

### الأوراق النقدية البديلة
خصص بنك الاحتياطي بادئات خاصة لأوراق النقد البديلة: وتباينت البادئات لأوراق النقد البديلة بالدولار الزيمبابوي حتى تقديم الدولار الثاني في أغسطس عام 2006 عندما استقرت إلى حد كبير على "ZA".
|          | أرقام بيك | أرقام بيك | أرقام بيك | أرقام بيك | أرقام بيك | أرقام بيك | أرقام بيك | أرقام بيك | أرقام بيك | أرقام بيك | أرقام بيك | أرقام بيك | أرقام بيك                     | أرقام بيك | أرقام بيك | أرقام بيك | أرقام بيك | أرقام بيك | مراجع.                      |
| البادئات | AB        | AC        | AD        | AE        | AF        | AP        | AW        | BW        | CW        | CZ        | DW        | TA–TB     | ZA                            | ZB        | ZA–ZD     | ZE        | ZE–ZH     | ZJ–ZM     | مراجع.                      |
| -------- | --------- | --------- | --------- | --------- | --------- | --------- | --------- | --------- | --------- | --------- | --------- | --------- | ----------------------------- | --------- | --------- | --------- | --------- | --------- | --------------------------- |
| ZWD      | 5         | 6         | 7         | 8         | 9         | 10        | 1, 12     | 2         | 3         | 30        | 4         | 11        | 28, 31                        | 29, 32    | 21        | —         | 22        | 23        | [ 72 ] [ 73 ] [ 74 ] [ 75 ] |
| ZWN      | —         | —         | —         | —         | —         | —         | —         | —         | —         | —         | —         | —         | 33–45, 46a, 47–54, 55a, 56–64 | 46b       | —         | 55b       | —         | —         | [ 76 ] [ 77 ]               |
| ZWR      | —         | —         | —         | —         | —         | —         | —         | —         | —         | —         | —         | —         | 65–91                         | —         | —         | —         | —         | —         | [ 78 ]                      |
| ZWL      | —         | —         | —         | —         | —         | —         | —         | —         | —         | —         | —         | —         | 92–98                         | —         | —         | —         | —         | —         | [ 79 ]                      |

## كمقتنيات

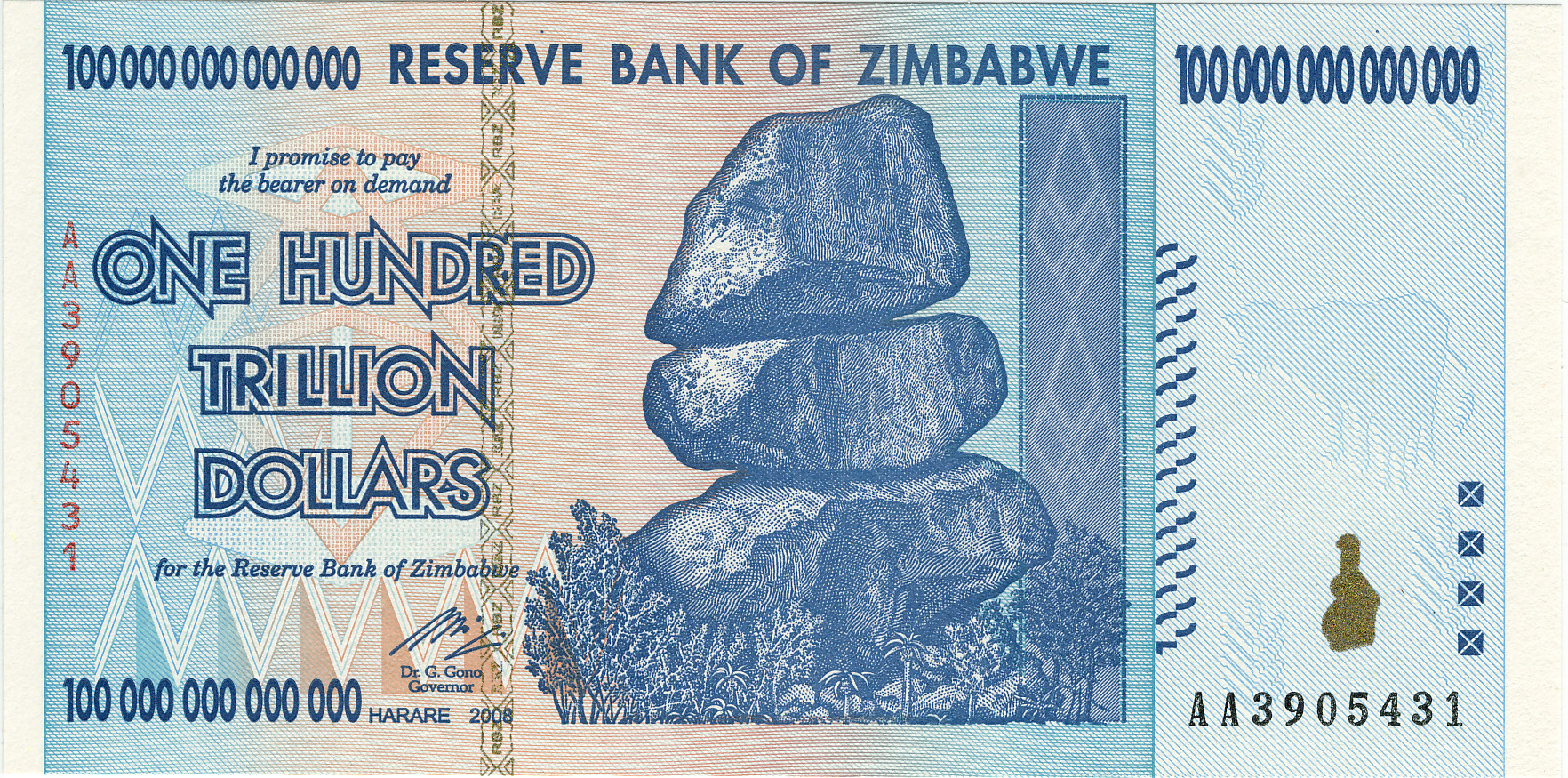
الوجه الآخر للورقة النقدية الزيمبابوية بقيمة 100 تريليون دولار

حظيت الأوراق النقدية الزيمبابوية التي تعاني من التضخم المفرط (مثل فئة 100) باهتمام كبير من مجتمع علماء العملات والمشترين عمومًا نظرًا لغرابتها أكثر من تصميمها. بيعت بعض نماذج هذه الأوراق النقدية عام 2008 بأكثر من قيمتها الاسمية الحقيقية آنذاك. وفي عام 2011 قيل إن رئيس لجنة الميزانية في مجلس النواب بول رايان والخبير الاقتصادي بجامعة ستانفورد جون ب. تايلور احتفظا ب100دولار زيمبابوي في محافظهم بمثابة تذكير مادي بمخاطر التضخم المفرط.
يعتمد سعر وقيمة الورقة النقدية الزيمبابوية على عوامل مختلفة: ندرتها وبناءً على عوامل مثل اسم العاصمة ومدة طباعتها أو نوع العلامة المائية وحالتها والوضع الوطني في وقت الإصدار، مثل النقص أو التضخم المفرط. عادةً ما تقدر قيمة التصميمات والمتغيرات الشائعة مثل ورقة 100 دولار لعام 1995 (الاختيار رقم 9) بحوالي 1 لكل منها، بينما تقدر قيمة الأنواع النادرة مثل ورقة خطأ سالزبوري 10 (الاختيار رقم 3ب) وإصدارات ستاندرد تشارترد بحوالي 100 أو أكثر. عادةً ما يبيع تجار الأوراق النقدية الأوراق النقدية الزيمبابوية عبر العداد أو على الإنترنت، مع أن الأنواع الأكثر قيمة مؤهلة نظريًا للإدراج في المزاد.
على غرار عملية الاحتيال التي جرت في الدينار العراقي، يزعم بعض المروجين أن حدث "إعادة التقييم" المستقبلي سوف يتسبب في استعادة أوراق الدولار الزيمبابوي جزء غير صفري من قيمتها الأصلية.

## الأوراق النقدية الأخرى المتداولة
كما هو الحال في كل حالة طوارئ مالية فإن العملة الصعبة وخاصة الدولار الأميركي كانت بمثابة عملة موازية في السوق السوداء لفترة طويلة. وكانت العديد من الأسعار في المتاجر تُعلن بالدولار الأميركي حتى خلال الفترات التي كان من غير القانوني فيها امتلاك العملات الأجنبية أو إجراء المعاملات التجارية بالدولار الأميركي.
ومن الأشكال الفريد من العملات المتداولة هو قسيمة حصة الوقود، والتي صدرت في أعوام 2005 و2006 و2007 و2008. تشمل الفئات المعروفة 1 و5 و10 و20 و25 و50 لترًا من البنزين (البنزين) والكيروسين و/أو الديزل، وتترجم تقريبًا إلى سعر البنزين المحلي (حوالي 1 جنيه إسترليني بريطاني للتر أو 1.50 دولارًا أمريكيًا في أواخر عام 2008). وقد وردت تقارير عن قيام الشركات بما في ذلك ويسترن يونيون بدفع رواتب الموظفين باستخدام هذه القسائم، وحتى المزادات أجريت بهذه العملة. وكما هو الحال مع معظم عملة زيمبابوي فإن معايير الطباعة بدائية والتزوير منتشر على نطاق واسع. وقد عمل بنك الاحتياطي الزيمبابوي على ثني هذا الاستخدام الواسع النطاق.

## الملاحظات
1. ↑  الدولار الزيمبابوي الحالي يعيد استخدام أيزو 4217 رمز زد دبليو أل, الذي تم تعيينه في 6 فبراير
2009.[1]
2. ↑  أصدر بنك الاحتياطي الزيمبابوي 21 فئة إضافية بين 1 سبتمبر 2008 و2 فبراير 2009 تتراوح قيمتها بين  $1000 إلى $100 تريليون. للمزيد من التفاصيل حول هذه الأوراق النقدية يُرجى مراجعة § أوراق نقدية من الدولار الثالث (ZWR).
3. ↑  قامت مواقع صرف العملات بمراقبة أسعار الصرف بين البنوك والسوق السوداء وأسعار الصرف الرسمية لفترة قصيرة بعد تعليق الدولار: على سبيل المثال، كان متوسط سعر السوق في إكس إي دوت كوم مقابل الدولار الأمريكي الواحد 363.07 دولار زيمبابوي في 2 أغسطس 2009.[26]
4. ↑  ورقة نقدية بقيمة $100 تريليون (1014) (بيك رقم 91) هي أكبر فئة نقدية أصدرها بنك الاحتياطي الزيمبابوي على الإطلاق، ويقبلها معظم علماء العملات كعملة نقدية تحمل أكبر عدد من الأصفار في تصميمها. قبل 16 يناير 2009 كانت ورقة يوغوسلافيا النقدية بقيمة 500 مليار دينار (5×1011) (بيك رقم 137) تحمل هذه المكانة.

ومع ذلك فإن موسوعة غينيس للأرقام القياسية تعترف بالعملة المجرية 1 مليار b.-pengő (1021) الأوراق النقدية (اختيار رقم 137) كأكبر فئة في العالم مع أن 100 مليون b.-pengő (1020) (اختيار رقم 137) هي أكبر فئة في العالم. 136) كانت أكبر فئة أصدرت.
[57]

## الحواشي
- Cuhaj، George S. (مايو 2007)، الفهرس القياسي لعملات العالم الورقية  [لغات أخرى]‏ ( Vol. 3, Modern issues: 1961–present) (ط. 13th)، منشورات كراوس  [لغات أخرى]‏، ISBN:978-0-89689-502-7{{استشهاد}}:  صيانة الاستشهاد: علامات ترقيم زائدة (link)
- Cuhaj، George S. (يونيو 2008)، الفهرس القياسي لعملات العالم الورقية  [لغات أخرى]‏ (ط. 14th)، منشورات كراوس  [لغات أخرى]‏، ج. 3, Modern issues: 1961–present، ISBN:978-0-89689-632-1{{استشهاد}}:  صيانة الاستشهاد: علامات ترقيم زائدة (link)
- Cuhaj، George S. (مايو 2009)، الفهرس القياسي لعملات العالم الورقية  [لغات أخرى]‏ (ط. 15th)، منشورات كراوس  [لغات أخرى]‏، ج. 3, Modern issues: 1961–present، ISBN:978-0-89689-837-0{{استشهاد}}:  صيانة الاستشهاد: علامات ترقيم زائدة (link)
- Cuhaj, George S., ed. (11 Apr 2014). "Zimbabwe". الفهرس القياسي لعملات العالم الورقية  [لغات أخرى]‏ (بالإنجليزية الأمريكية) (20th ed.). Iola: منشورات كراوس  [لغات أخرى]‏. Vol. 3, Modern issues: 1961–present. pp. 1154–1160. ISBN:978-1-4402-4037-9.{{استشهاد بكتاب}}:  صيانة الاستشهاد: علامات ترقيم زائدة (link)
- Reserve Bank of Zimbabwe (1983)، The Currency media of Southern Rhodesia (from the time of the charter to 1953), of the Federation of Rhodesia and Nyasaland (from 1954 to 1963), of Rhodesia (from 1964 to 1979), and of Zimbabwe (from 1980)، بنك الاحتياطي الزيمبابوي، OCLC:19354094
- Linzmayer, Owen (24 May 2019), "Zimbabwe", Banknote Book (بالإنجليزية الأمريكية), Virginia Beach{{استشهاد}}:  صيانة الاستشهاد: مكان بدون ناشر (link)

## الروابط الخارجية
- معرض الأوراق النقدية الزيمبابوية